# (74812) 1999 TN5
1999 تي أن 5 (ويعرف أيضًا باسم (74812) 1999 تي أن 5 وفق تسمية الكوكب الصغير) (بالإنجليزية: 1999 TN5)‏ هو كويكب ضمن حزام الكويكبات؛ وترتيبه 74812 من حيث الاكتشاف.
اكتُشف هذا الجُرم الفلكي بواسطة كورادو كورليفيتش في 1 أكتوبر 1999.

## وصلات خارجية
- (74812) 1999 TN5 في قاعدة بيانات مختبر الدفع النفاث لأجرام النظام الشمسي الصغيرة

- الاكتشاف · مخطط المدار ·  العناصر المدارية · المعلمات المادية

- (74812) 1999 TN5 على موقع ويكي سكاي: DSS2, SDSS, GALEX, IRAS, Hydrogen α, X-Ray, Astrophoto, Sky Map, Articles and images